# Plague Inc.
Plague Inc. è un videogioco di strategia e di simulazione del 2012 sviluppato dalla Ndemic Creations.

## Modalità di gioco

### Gioco principale
Nella modalità principale l'obiettivo è quello di distruggere l'intera popolazione mondiale con un'epidemia prima che venga trovata una cura.
Il gioco permette di scegliere all'inizio di ogni partita il tipo di agente patogeno (batterio, virus, fungo o altro), il nome della malattia ed il paese da dove partire. Dopodiché, spendendo i punti DNA accumulati nel corso della partita (attraverso una diffusione rapida della patologia oppure facendo scoppiare le bolle "DNA", gialle, e le bolle "Rischio Genetico", rosse), sarà possibile far evolvere il patogeno, conferendogli tutta una serie di caratteristiche come nuovi mezzi di diffusione (per via aerea, attraverso gli insetti, ...), la farmacoresistenza (per facilitare la diffusione nei paesi più sviluppati), il ri-arrangiamento genetico (per rallentare la ricerca scientifica) e nuovi sintomi sempre più gravi connessi con la patologia stessa, rendendola sempre più letale.

### Modalità cura
Nella modalità cura, lo scopo è arginare la diffusione di un'epidemia che colpisce il mondo, con quarantene e restrizioni, e trovare al più presto un vaccino facendo fronte alle rivolte dei cittadini dove ci fossero provvedimenti troppo stringenti; questa modalità è stata aggiunta durante la pandemia di COVID-19 del 2020, dalla quale è stata nettamente ispirata la modalità di gioco.

## Espansioni

### Verme Neurax
Nell'ottobre 2012 viene pubblicata la versione (o "mutazione", come viene definito ciascun aggiornamento) 1.3 del gioco, nella quale viene aggiunto un nuovo tipo di malattia, il Verme Neurax. L'epidemia può essere sbloccata con l'acquisto in-app o completando il gioco con tutte le sette epidemie iniziali a difficoltà brutale.
Il Verme Neurax viene presentato come un parassita in grado di appropriarsi del cervello di un essere umano prendendone il controllo. Sono disponibili inoltre nuove abilità speciali specifiche del parassita quali la possibilità di infettare paesi specifici grazie al controllo cerebrale. Le evoluzioni della malattia si differenziano nettamente dalle sette epidemie di base e anche la grafica ed il sonoro sono diversi. La partita viene vinta quando si riesce a distruggere o a schiavizzare l'intera umanità.

### Virus Necroa
Nel febbraio 2013 viene commercializzata la versione 1.5, nella quale viene aggiunto un ulteriore tipo di malattia, il Virus Necroa. L'epidemia può essere sbloccata tramite l'acquisto in-app o completando la modalità Verme Neurax a difficoltà brutale.
Il Virus Necroa ha l'abilità di trasformare gli esseri umani in zombie una volta uccisi. Nelle prime fasi di gioco il virus si comporta in maniera simile alle sette epidemie classiche del gioco e può anche essere normalmente curato, tuttavia sbloccando il sintomo "Rianimazione citopatica" il gioco prenderà una piega completamente diversa. Gli umani morti a causa della malattia si trasformano in zombie, e gli zombie sono in grado di trasmettere la malattia ai soggetti sani attaccandoli. A questo punto del gioco, il vero problema non sarà più la ricerca della cura, dal momento che essa non avrebbe alcun effetto sugli zombie, bensì il progetto Z Com, milizie armate organizzate per uccidere gli zombie e proteggere così la popolazione sana. Le milizie Z Com partiranno da un paese e se non contrastate, si propagheranno rapidamente in altre nazioni ostacolando così la diffusione dell'epidemia. Sono presenti inoltre nel gioco alcune abilità speciali che possono essere utilizzate più volte nel corso del partita, esse permettono di controllare direttamente orde di zombie e di resuscitare eventualmente zombie deceduti.

### Virus delle scimmie
Nella versione 1.9 del gioco, commercializzata nel luglio 2014, viene introdotto un nuovo tipo di epidemia, il "Virus delle scimmie", basato sul film Apes Revolution - Il pianeta delle scimmie (2014) e sul prequel L'alba del pianeta delle scimmie (2011). Gli sviluppatori del gioco hanno infatti stretto un accordo con i produttori del film.
Il "virus delle scimmie" è stato sviluppato dalla Gen-Sys ed è in grado di aumentare l'intelligenza della scimmie, tuttavia il suo effetto sull'uomo non è ancora noto. Rispetto agli altri tipi di epidemia di Plague Inc. vi sono notevoli differenze nella meccanica del gioco: oltre all'evoluzione dell'epidemia tra gli umani è possibile infatti controllare comunità di scimmie intelligenti. L'obiettivo finale del gioco è quello di creare il "pianeta delle scimmie", distruggendo la civiltà umana e aiutando nel contempo le scimmie intelligenti ad espandersi e a prendere il controllo della Terra, in maniera simile a quanto avviene nei film.

## Merchandising
Alcuni virus (Verme Neurax, Nano-Virus, Arma Biologica) sono disponibili come peluche prodotti e venduti dalla società di giocattoli statunitense GIANTmicrobes.

## Gioco da tavolo
Nel 2017 Ndemic Creations pubblica il gioco da tavolo di Plague Inc., finanziato tramile la campagna Kickstarter lanciata il 10 Maggio 2016 che ha raccolto oltre 350.000$.
L'anno successivo esce "Plague Inc: Armageddon Expansion", la prima espansione del gioco da tavolo, anche questa volta finanziata tramite Kickstarter.

## Accoglienza
| Testata                          | Giudizio |
| -------------------------------- | -------- |
| Metacritic (media al 26-10-2016) | 80/100   |
| IGN                              | 7/10     |
| TouchArcade                      | 4/5      |

Plague Inc ha ricevuto un'accoglienza positiva da parte di Metacritic, con un punteggio aggregato di 80/100. Wired.com ha citato il gioco come una storia di successo videoludico. È anche rimasta la migliore app a pagamento su iPhone e iPad negli Stati Uniti per ben due settimane dalla sua uscita. IGN ha dichiarato: "uccidere miliardi di persone non è mai stato così divertente". TouchArcade ha dichiarato: "Plague Inc. attirerà la vostra attenzione in tutti i modi giusti e vi starà appiccicato". Nel dicembre del 2012, Plague Inc. è stato uno dei cinque giochi nominato come Miglior Strategico nell'IGN's Game of the Year 2012, per tutte le piattaforme console e mobili. Ha vinto anche il premio 'Players Choice' come Miglior Strategico Mobile del 2012. In generale, Plague Inc. è stata posta al quindicesimo posto, nelle classifiche statunitensi, tra le applicazioni più acquistate su iPhone (e al diciottesimo su iPad), e al 76º posto tra i giochi più venduti, nel 2012.. Nel marzo del 2013, il gioco ha vinto in numerose categorie ai Pocket Gamer Awards, tra cui Gioco Generale dell'Anno. È stata l'applicazione più acquistata su iPhone negli Stati Uniti nel 2013.

## Controversie
Il videogioco è stato vietato in Cina a causa della pandemia di COVID-19 che ebbe origine nella terraferma e si diffuse in tutto il mondo. Come stabilito dalla Cyberspace Administration of China, "include contenuti illegali", di conseguenza è stato rimosso sia dalla piattaforma Steam così come dall'App Store cinese.